# Rebel Yell (canción)
«Rebel Yell» es una canción interpretada por el músico británico Billy Idol. Fue publicada el 24 de octubre de 1983 por Chrysalis Records como el sencillo principal de su álbum del mismo nombre.

## Composición y arreglos
La canción fue compuesta en un compás de 4
4 con un tempo de 116 pulsaciones por minuto y está escrita en la tonalidad de si mayor. Las voces van desde B3 a F♯5. Musicalmente, la canción ha sido descrita como una fusión de “punk con un sonido convencional de hard rock” por el crítico Craig A. Warren. En una actuación televisada de VH1 Storytellers, Idol dijo que había asistido a un evento en el que Mick Jagger, Keith Richards y Ronnie Wood de The Rolling Stones estaban tomando tragos de una botella de whisky de Bourbon “Rebel Yell”. No estaba familiarizado con la marca, pero le gustó el nombre y decidió escribir la canción. La canción fue coescrita junto con el guitarrista Steve Stevens. La introducción instrumental, que suena como una combinación de guitarra eléctrica y teclado electrónico, es interpretada por Stevens solo con la guitarra, quien pretendía que sonara de esta manera. Stevens afirma que se inspiró en el estilo del guitarrista acústico Leo Kottke.

## Recepción crítica
La revista Cash Box comentó que «la canción combina la arrogancia dura de "White Wedding", con el enfoque de baile decadente de "Dancing with Myself"». Afirmó que las guitarras de hard rock y los teclados «impulsan la historia a toda velocidad». Finalmente destacó la «confiada» destreza vocal de Idol, que llega hasta un sonido «ronco» de heavy metal de alta gama. Por otro lado, Max Bell de Number One señaló que Idol hace un «alarde sexual» y «golpes de pecho» que están completamente fuera de moda.

## Galardones
| Año  | Premio         | Categoría                                    | Resultado | Ref.  |
| ---- | -------------- | -------------------------------------------- | --------- | ----- |
| 1985 | Premios Grammy | Mejor interpretación vocal de rock masculina | Nominado  | [ 7 ] |

## Interpretaciones en vivo
Una actuación grabada en el VH1 Storytellers el 19 de abril de 2001 fue publicada en el álbum en vivo de 2002 del mismo nombre. Idol interpretó la canción con Miley Cyrus en el Festival iHeart de 2016.

## Posicionamiento

### Gráfica semanal
| Gráfica (1984)                                     | Pico de posición |
| -------------------------------------------------- | ---------------- |
| Australia (Kent Music Report)                      | 7                |
| Canadá (RPM Top Singles)                           | 10               |
| Estados Unidos (Billboard Hot 100)                 | 46               |
| Estados Unidos (Billboard Dance Club Songs)        | 50               |
| Estados Unidos (Billboard Mainstream Rock Airplay) | 9                |
| Estados Unidos (Cashbox Top 100)                   | 29               |
| Nueva Zelanda (Recorded Music NZ)                  | 3                |
| Reino Unido (UK Singles Chart)                     | 62               |

| Gráfica (1985)                 | Pico de posición |
| ------------------------------ | ---------------- |
| Reino Unido (UK Singles Chart) | 6                |

| Gráfica (2021)                                 | Pico de posición |
| ---------------------------------------------- | ---------------- |
| Canadá (Billboard Canadian Digital Song Sales) | 32               |

### Gráfica de fin de año
| Gráfica (1984)                | Pico de posición |
| ----------------------------- | ---------------- |
| Australia (Kent Music Report) | 35               |